# Coupe de France 1961/62
Der Wettbewerb um die Coupe de France in der Saison 1961/62 war die 45. Ausspielung des französischen Fußballpokals für Männermannschaften. In diesem Jahr meldeten 1.226 Vereine.
Titelverteidiger war die UA Sedan-Torcy, die in dieser Saison im Achtelfinale scheiterte.
Gewinner der Trophäe wurde die Association Sportive de Saint-Étienne. Dies war ihr erster Pokalsieg bei der zweiten Finalteilnahme binnen 24 Monaten. Endspielgegner FC Nancy stand gleichfalls in seinem zweiten Finale nach 1953; zum Pokalgewinn reichte es auch diesmal nicht, und, mehr noch, drei Jahre später wurde der Verein aus finanziellen Gründen aufgelöst.
Von der Pokalschwäche der stärksten Erstligisten, von denen sich drei (Stade Reims, Racing Paris und Olympique Nîmes) in der Meisterschaft ein „Herzschlagfinale“ lieferten, konnten die unterklassigen Mannschaften kaum profitieren. Schon im Viertelfinale schieden mit Olympique Marseille und AS Béziers die letzten beiden Zweitdivisionäre aus; bereits eine Runde früher hatte es den letzten im Wettbewerb verbliebenen Amateurklub, die Étoile Sportive Aiglons aus Brive-la-Gaillarde, erwischt.
Nach den regional organisierten Qualifikationsrunden griffen ab der Runde der letzten 64 Mannschaften auch die 20 Erstdivisionäre in den Wettbewerb ein. Die Teilnehmer des Zweiunddreißigstelfinales wurden von der Pokalkommission des Landesverbands FFF anhand einer groben geographischen Viertelung regional vorsortiert und zusammengelost; ab dem Sechzehntelfinale wurden die Pokalpaarungen frei ausgelost. Spiele fanden grundsätzlich auf neutralem Platz statt; die Einnahmen wurden geteilt. Endete eine Begegnung nach Verlängerung unentschieden, wurden solange Wiederholungsspiele ausgetragen, bis ein Sieger feststand.

## Zweiunddreißigstelfinale
Spiele am 7., Wiederholungsmatches am 14. und 21. Januar 1962. Die Vereine der beiden professionellen Ligen sind mit D1 bzw. D2 bezeichnet, diejenigen der landesweiten Amateurspielklasse mit CFA, die höchsten regionalen Amateurligen als DH bzw. PH („Division d’Honneur“ bzw. „Promotion d’Honneur“).
| - AS Troyes-Savinienne D2 – RC Strasbourg D1 1:0 - FC Rouen D1 – US Valenciennes D2 1:1 n. V., 3:2 - CA Montreuil CFA – AS Hautmont DH 3:2 - Olympique Nîmes D1 – AC Arles DH 4:0 - Racing Paris D1 – Stade Rennes UC D1 3:1 - Stade Français Paris D1 – Le Havre AC D1 3:0 - Stade Reims D1 – US Auchel CFA 5:0 - CO Roubaix-Tourcoing D2 – RC Arras DH 5:0 - AS Saint-Étienne D1 – US Le Mans CFA 3:1 - UA Sedan-Torcy D1 – US Blanzy-Montceau CFA 5:1 - Stade Saint-Germain CFA – US Nœux-les-Mines DH 1:0 n. V. - AS Monaco D1 – OGC Nizza D1 2:0 - Sporting Toulon D2 – ES Port Saint-Louis CFA 3:0 - SO Montpellier D1 – AS Brignoles DH 2:0 - FC Toulouse D1 – US Vésinet DH 6:0 - FC Sochaux D1 – SO Merlebach DH 2:0 | - ESA Brive CFA – FC Limoges D2 2:0 - SCO Angers D1 – FC Nantes D2 4:1 - AS Aulnoye CFA – RS Champigny-Cœuilly DH 1:0 - ASP Belfort CFA – USB Longwy PH 1:0 - AS Béziers D2 – Gazélec FCO Ajaccio CFA 2:2 n. V., 2:2 n. V., 3:2 - FC Nancy D1 – US Faucigny DH 2:1 - Stade Brest CFA – Red Star OA D2 2:1 - FC Metz D1 – FC Mulhouse CFA 2:1 - US Boulogne D2 – SC Amiens DH 4:1 - LB Châteauroux CFA – AS Moulins DH 2:2 n. V., 2:1 - FC Grenoble D2 – OSC Lille D2 3:1 n. V. - La Voulte Valence Sportif CFA – AS Aix D2 1:1 n. V., 2:2 n. V., 1:0 - RC Lens D1 – AS Cherbourg D2 5:0 - Olympique Marseille D2 – Indépendante Pont Saint-Esprit DH 4:0 - Olympique Lyon D1 – US Revel CFA 3:2 - Girondins Bordeaux D2 – Arago Sports Orléans CFA 1:0 |

## Sechzehntelfinale
Spiele am 28. Januar, Wiederholungsmatches am 1. und 4. Februar 1962
| - AS Troyes-Savinienne D2 – Racing Paris D1 2:0 - Stade Français Paris D1 – Olympique Nîmes D1 2:2 n. V., 2:0 - Stade Reims D1 – Stade Saint-Germain CFA 3:0 - AS Saint-Étienne D1 – FC Toulouse D1 1:0 - UA Sedan-Torcy D1 – CO Roubaix-Tourcoing D2 3:2 n. V. - AS Monaco D1 – Stade Brest CFA 4:0 - Sporting Toulon D2 – US Boulogne D2 0:0 n. V., 2:1 - FC Sochaux D1 – CA Montreuil CFA 2:0 | - ESA Brive CFA – Girondins Bordeaux D2 1:0 - SCO Angers D1 – SO Montpellier D1 3:2 n. V. - AS Béziers D2 – Olympique Lyon D1 1:0 n. V. - FC Nancy D1 – La Voulte Valence Sportif CFA 2:1 - FC Metz D1 – FC Rouen D1 1:0 - FC Grenoble D2 – AS Aulnoye CFA 3:1 - RC Lens D1 – LB Châteauroux CFA 8:0 - Olympique Marseille D2 – ASP Belfort CFA 0:0 n. V., 3:1 |

## Achtelfinale
Spiele am 18., Wiederholungsmatch am 22. Februar 1962
| - Stade Reims D1 – FC Sochaux D1 1:0 - AS Saint-Étienne D1 – RC Lens D1 3:0 - AS Monaco D1 – AS Troyes-Savinienne D2 3:0 - SCO Angers D1 – Sporting Toulon D2 2:2 n. V., 3:1 | - AS Béziers D2 – UA Sedan-Torcy D1 1:0 - FC Nancy D1 – ESA Brive CFA 2:1 - FC Metz D1 – Stade Français Paris D1 2:1 - Olympique Marseille D2 – FC Grenoble D2 2:1 |

## Viertelfinale
Spiele am 11. März 1962
| - AS Saint-Étienne D1 – AS Béziers D2 3:0 - SCO Angers D1 – Olympique Marseille D2 1:0 | - FC Nancy D1 – Stade Reims D1 1:0 - FC Metz D1 – AS Monaco D1 1:0 |

## Halbfinale
Spiele am 1. April 1962
| - AS Saint-Étienne D1 – SCO Angers D1 1:0 | - FC Nancy D1 – FC Metz D1 1:0 |

## Finale
Spiel am 13. Mai 1962 im Stade Olympique Yves-du-Manoir in Colombes vor 30.654 Zuschauern
- AS Saint-Étienne – FC Nancy 1:0 (0:0)

### Mannschaftsaufstellungen
Auswechslungen waren damals nicht möglich.
AS Saint-Étienne: Claude Abbes – Juan Casado, Antonello Sbaiz, Robert Herbin, Richard Tylinski – René Domingo , Jean-Claude Baulu, Roland Guillas – Ginès Liron, René Ferrier, Jean Oleksiak
Trainer : François Wicart (als Interims-Nachfolger des sechs Wochen zuvor entlassenen Henri Guérin)
FC Nancy: Bruno Ferrero – Marcel Adamczyk, Hervé Collot, Georges Amanieu, Orlando Gauthier – Stephan Brezniak , Daniel Viaene, José Florindo – Alberto Muro, Michel Chevalier, Jacques Chrétien
Trainer : Mario Zatelli
Schiedsrichter: José Barberan (Montpellier)

### Tore
1:0 Baulu (86.)

### Besondere Vorkommnisse
L’Équipe schrieb im März 1962 „Der Pokal hat sich zu einer Trostrunde entwickelt“, weil drei der vier Halbfinalisten in der Division 1 gegen den Abstieg kämpften – der dann zwei von ihnen, darunter ausgerechnet den Wettbewerbsgewinner, auch tatsächlich ereilte. Dabei hatte Saint-Étienne mit nur einem Gegentreffer in sechs Pokalrunden den entsprechenden Rekord von Olympique Marseille aus der Saison 1926/27 eingestellt.